# Atletismo nos Jogos Pan-Americanos de 1979 - 110 m com barreiras masculino
A prova dos 110 m com barreiras masculino nos Jogos Pan-Americanos de 1979 foi realizada em San Juan, Porto Rico.

## Medalhistas
| Ouro                                | Prata                      | Bronze                            |
| Renaldo Nehemiah USA Estados Unidos | Alejandro Casanas CUB Cuba | Charles Foster USA Estados Unidos |

## Resultados
| Posição           | Nome              | Nacionalidade            | Tempo | Notas |
| ----------------- | ----------------- | ------------------------ | ----- | ----- |
| Medalha de ouro   | Renaldo Nehemiah  | USA Estados Unidos       | 13.20 |       |
| Medalha de prata  | Alejandro Casanas | CUB Cuba                 | 13.46 |       |
| Medalha de bronze | Charles Foster    | USA Estados Unidos       | 13.56 |       |
| 4                 | Patrick Fogarty   | CAN Canadá               | 14.13 |       |
| 5                 | Rafael Echavarría | MEX México               | 14.15 |       |
| 6                 | Dionisio Vera     | CUB Cuba                 | 14.32 |       |
| 7                 | Mariano Reyes     | DOM República Dominicana | 14.73 |       |
| 8                 | Jesús Costas      | PUR Porto Rico           | 14.75 |       |